# Anke Möhring
Anke Möhring, 28 augusti 1969 i Magdeburg, är en före detta östtysk simmare.
Möhring blev olympisk bronsmedaljör på 400 meter frisim vid sommarspelen 1988 i Seoul.